# Rowland Issifu Alhassan
Rowland Issifu Alhassan (* 15. Februar 1935; † 14. April 2014 in Accra) war ein ghanaischer Politiker und Diplomat.

## Leben
Nach dem Schulbesuch absolvierte er 1951 bis 1952 die Pädagogische Hochschule Tamale. Es schloss sich 1953 bis 1954 eine Tätigkeit als Lehrer an der Local Council Primary School in Savelugu und von 1955 bis 1956 an einer Practice School an. Es folgte 1956/57 eine Ausbildung am North Western Polytechnikum und dann bis 1961 ein Studium der Rechtswissenschaften im Vereinigten Königreich unter anderem am King’s College London. Er kehrte zurück nach Ghana und arbeitete von 1962 bis 1966 als juristischer Berater und Sekretär des Verwaltungsratsvorsitzenden der Agip Ghana Company.
1965/66 gehörte er dem Parlament von Ghana an und wurde 1966 wie weitere Parlamentarier nach einem Putsch festgenommen. Ab 1967 arbeitete er als Anwalt in Ghana, er war der erste Anwalt aus der nördlichen Region Ghanas. Von 1969 bis 1972 gehörte er außerdem der Länderkommission, der Aluminiumkommission, der Ghana-Ivory Coast Border Demarcation Kommission und dem Northern Region Development Committee an. 
1979 gehörte er zu den Gründungsmitgliedern der Popular Front Party und war Koordinator der Partei in der Nordregion Ghanas. Von 1979 bis 1981 war er wiederum Mitglied des ghanaischen Parlaments und dort Sprecher für Verteidigung. Im gleichen Zeitraum gehörte er auch dem Valco Trust Fund an. Neben seiner Arbeit als Rechtsanwalt betätigte er sich bis 2001 auch als Farmer. Für die 1992 neu gegründete New Patriotic Party wurde er Vorsitzender in der nördlichen Region. Bei der Präsidentschaftswahl 1992 trat er im Rahmen der Präsidentschaftskandidatur von Albert Adu Boahen als dessen Vizepräsidentschaftskandidat an. Boahen war dann in den offiziellen Ergebnissen aber nur der Zweitplatzierte. Er blieb für die Partei engagiert. Außerdem gehörte er zu den Gründern des Rotary Clubs in Tamale und war in der Schulverwaltung Tamales aktiv.
Am 26. Oktober 2001 übernahm er das Amt des ghanaischen Botschafters in Deutschland. Im März 2005 wurde er vom Magazin Diplomatische Depesche zum Botschafter des Monats gekürt. Das Amt als Botschafter übte er bis zum September 2006 aus.
Er verstarb im 37. Militärhospital in Accra. Die Beisetzung erfolgte unter großer Anteilnahme in Kumbungu.
Alhassan war mit seiner Frau Janet verheiratet, die er in Cambridge kennengelernt hatte. Er hinterließ sechs Kinder und war muslimischen Glaubens. Neben Englisch sprach er Dagbani und Hausa.